# Adesso (Mango)
Adesso prodotto da alberto Salerno e Mauro Malavasi che cura gli arrangiamenti, è un album del cantautore italiano Mango, pubblicato nel 1987.

## Il disco
presenta un sound abbastanza differente del precedente Odissea, meno elettronico e maggiormente influenzato dalla R&B, senza trascurare le contaminazioni world che contraddistinguono lo stile di Mango. Il disco segna anche l'ingresso del tastierista Rocco Petruzzi, che accompagnerà Mango fino alla fine della sua carriera, e il chitarrista Graziano Accinni, che parteciperà alla realizzazione di numerosi lavori successivi.
Il singolo Bella d'estate ottenne grande successo, rimanendo tra i 20 più venduti in Italia dal mese di luglio a quello di ottobre. Un certo riscontro è stato anche ottenuto da Sera latina, presentato assieme a Bella d'estate a Vota la voce 1987. Il brano Dal cuore in poi venne portato al Festival di Sanremo, dove però si classificherà al 18º posto.
Al termine della realizzazione del disco, non trovandone un nome adatto e scartando l'ipotesi di chiamarlo come il singolo più celebre Bella d'estate, venne scelto Adesso riferendosi, semplicemente, al momento di uscita dell'album. Oltre che su vinile a 33 giri, uscì anche in versione CD, che contiene due brani in più: Inseguendo il vento e Dove andrò, tratto da Australia. Del disco ne fu pubblicata anche una versione spagnola con il titolo Ahora, il cui singolo Flor de verano (versione spagnola di Bella d'estate) ottenne notevole successo in territorio iberico.

## Tracce
1. Bella d'estate (P. Mango, L. Dalla)
2. Arcobaleni (P. Mango, A. Salerno)
3. Attimi (P. Mango, A. Mango, A. Salerno)
4. Raggio di sole (P. Mango, A. Salerno)
5. Dal cuore in poi (P. Mango, A. Mango, A. Salerno)
6. Sera latina (P. Mango, A. Mango)
7. Stella del nord (A. Mango, A. Salerno)
8. Sogni (P. Mango, A. Salerno)
9. Abiti nobili (P. Mango, A.Mango, A.Salerno)
10. Sensazione d'aria (A. Mango, A. Mango, A. Salerno)
11. Inseguendo il vento (P. Mango, A. Salerno) [solo su CD, lato B del singolo Dal cuore in poi]
12. Dove andrò (P. Mango, A. Salerno) [solo su CD, tratta dal lavoro Australia uscito nel 1985]

## Formazione
- Mango: voce, tastiera, cori
- Graziano Accinni: chitarra
- Mauro Malavasi: tastiera, sintetizzatore, cori, arrangiamento
- Rocco Petruzzi: tastiera, programmazione
- Aldo Banfi: tastiera (in Dove andrò)
- Mauro Paoluzzi: chitarra (in Dove andrò)
- Luca Malaguti: basso (in Sera latina)
- Lele Melotti: batteria, percussioni (in Dove andrò)

## Collaboratori
- Arrangiamenti: Mango, Mauro Malavasi, Mango e Co., Mauro Paoluzzi
- Collaborazione artistica: Armando Mango
- Produzione Inseguendo il vento: Alberto Salerno
- Produzione Dove andrò: Alberto Salerno per NISA s.r.l.
Produzione
  - Mauro Malavasi – produzione, registrazione, missaggio, mastering